# Gregorius VI (motpåve)
Gregorius VI var motpåve från den 18 maj till den 25 december 1012.
Gregorius uppsattes av Johannes Crescentius och hans parti som motpåve mot Benedictus VIII, men kom inte att utföra några betydelsefulla gärningar. Han sökte förgäves stöd från kejsar Henrik II.